# Comté d'Ortenbourg
 (juillet 2024).
Si vous disposez d'ouvrages ou d'articles de référence ou si vous connaissez des sites web de qualité traitant du thème abordé ici, merci de compléter l'article en donnant les références utiles à sa vérifiabilité et en les liant à la section « Notes et références ».
1134–1805
Entités précédentes :
- Duché de Bavière

Entités suivantes :
- Électorat de Bavière

Le comté d'Ortenbourg est un ancien État immédiat du Saint-Empire romain, dont les titulaires avaient, en tant que comtes impériaux (Reichsgrafen), siège et voix à la Diète d'Empire. Fondé vers 1134, il se situe autour du château d'Ortenbourg dans l'Est de la Bavière. Lex comtes peuvent conserver leur indépendance jusqu'à sa dissolution en faveur de l'électorat de Bavière en 1805. 

## Histoire
Le premier comte d'Ortenburg - Rapoto Ier - est né à Kraiburg am Inn et est le quatrième fils du duc Engelbert II de Sponheim. Il conserva plusieurs territoires bavarois détenus par la maison de Sponheim, tandis que ses frères aînés Ulrich Ier de Carinthie et Engelbert III de Sponheim succédèrent à leur père en Carinthie et en Istrie. Rapoto fit ériger le château d'Ortenburg vers 1120, après quoi il commença à se faire appeler comte d'Ortenberg. Il est mentionné pour la première fois comme comte d'Ortenburg dans des documents de 1134. Lorsque son frère Engelbert III mourut sans héritier en 1173, il put unifier un nombre important de territoires sous son règne et confirma son indépendance lorsque le titre ducal bavarois passa à la maison de Wittelsbach en 1180.
Les descendants de Rapoto II entrèrent en conflit avec les évêques voisins de Passau et la puissante maison autrichienne des Babenberg. À la mort du comte Rapoto III en 1248, ses territoires ainsi que la charge de comte palatin passèrent à nouveau aux Wittelsbach. Le territoire d'Ortenburg fut réduit par un conflit d'héritage persistant. Rapoto IV ne put conserver que les terres autour du château d'Ortenburg.
À la mort du comte Henri IV d'Ortenburg en 1395, le comté fut divisé en Ortenburg-Altortenburg, Ortenburg-Neuortenburg et Ortenburg-Dorfbach. La branche de Neuortenburg hérita nouveau du comté d'Altortenburg en 1444 après la mort d'Etzel I et du comté de Dorfbach en 1462 après la mort du comte Alram II. Entre-temps, le comté était tombé sous l'influence du Duché de Bavière-Landshut. Il prit le parti du duc Albert IV de Bavière-Munich lors de la guerre de succession du duché de Bavière-Landshut en 1503.
Sous le comte Joachim d'Ortenburg-Neuortenburg, l'État se tourna vers le protestantisme, en 1563, auquel était farouchement opposé le duc Albert V de Bavière, qui contestait l'immédiateté impériale d'Ortenburg. Cette dernière fut, cependant, confirmée par la Cour impériale en 1573. Le comté resta une enclave luthérienne au sein des terres bavaroises à majorité catholique et devint un refuge pour les expulsés pendant la guerre de Trente Ans.
Même si le comté d'Ortenburg-Neuortenburg était très endetté après de nombreux procès contre la Maison de Wittelsbach, il conserva son indépendance jusqu'à ce que le comte Joseph Charles Léopold le vende finalement à l'électeur Maximilien Joseph de Wittelsbach en 1805. Le comté fut incorporé au nouveau Royaume de Bavière lors de la dissolution du Saint-Empire romain germanique en 1806. En échange de son comté, le comte reçut en 1806 l'ancien monastère de Tambach (aujourd'hui une partie de la commune de Weitramsdorf) en Franconie, qui fut élevé au rang de comté impérial d'Ortenburg-Tambach, mais devint peu après une partie du grand-duché de Wurtzbourg et tomba en 1814 dans le royaume de Bavière.
En 1827, le comte Joseph Carl racheta le siège ancestral de sa famille, le château d'Ortenburg, à la couronne de Bavière. Le comte Alram (1925-2007), converti à l'Église catholique romaine, le vendit cependant en 1971.

## Liste des comtes d'Ortenbourg
- 1134–1186 Rapoto Ier
- 1186–1231 Rapoto II, son fils, comte palatin de Bavière à partir de 1208
  - 1186–1241 Henri Ier, son frère
- 1231–1248 Rapoto III, fils de Rapoto II, comte palatin de Bavière
- 1231–1257 Henri II, fils de Henri Ier
  - 1257–1275 Gebhard, son frère
  - 1275–1296 Rapoto IV, son frère
- 1321–1345 Henri III, fils de Rapoto IV
- 1346–1395 Henri IV, son fils
- 1395–1422 Georges Ier, son fils
  - 1395–1444 Etzel Ier, son frère
- 1444–1460 Alram II, petit-fils de Henri IV
- 1461–1488 Georges II, petit-fils de Georges Ier
  - 1488–1490 Sébastien Ier, son frère
- 1490–1519 Wolfgang, fils de Georges II
- 1519–1524 Ukrich II, fils de Sébastien Ier
  - 1524–1551 Christophe Ier, son frère
- 1551–1600 Joachim, fils de Christophe Ier
- 1600–1603 Henri VII
- 1603–1627 Georges IV, son neveu
- 1627–1658 Frédéric Casimir, fils de Henri VII
- 1658–1666 Georges Reinhard, fils de Georges IV
  - 1666–1684 Christian, son frère
- 1684–1702 Georges Philippe, fils de Georges Reinhard
- 1706–1725 Jean Georges, son fils
- 1739–1776 Charles III, son fils
- 1776–1787 Charles Albert, son fils
- 1801–1805 Joseph Charles, son fils.